# Streblus asper

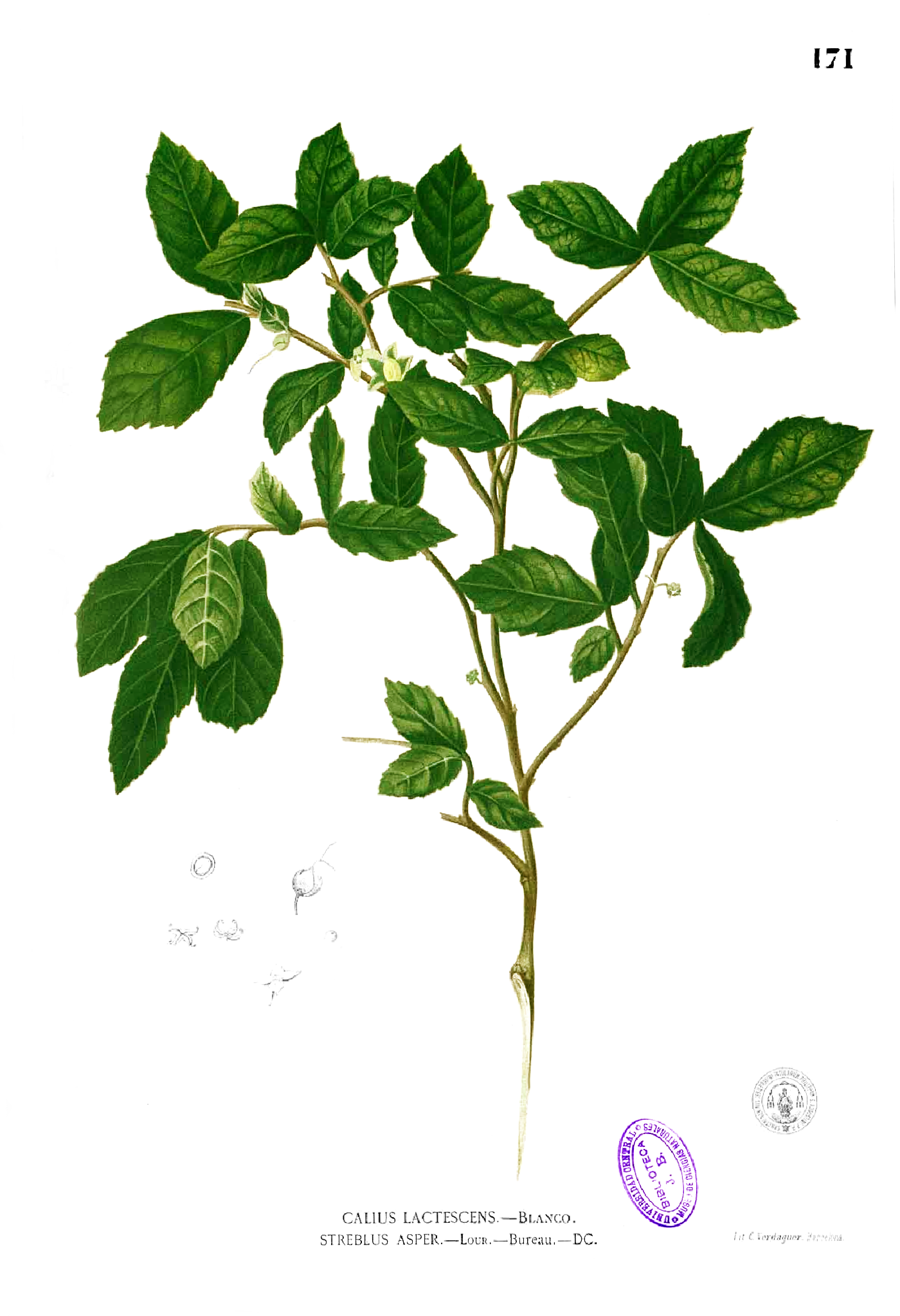
Illustration

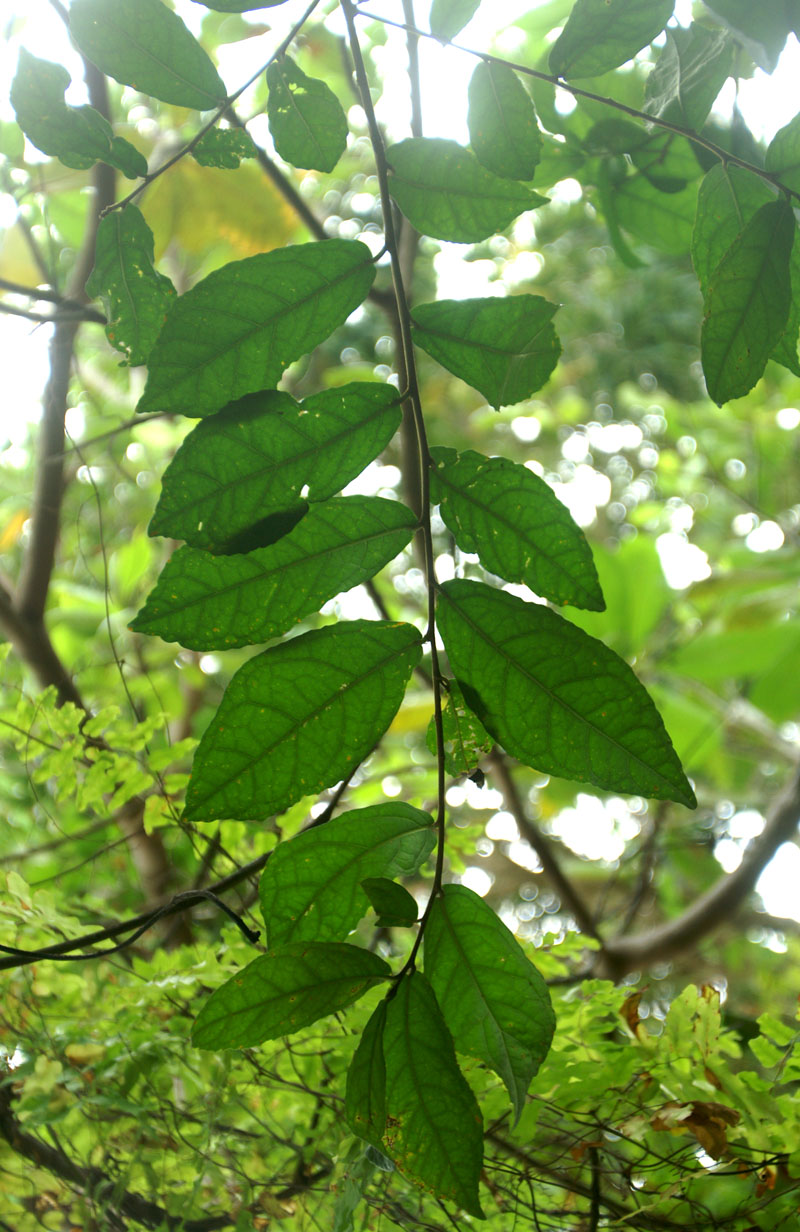
Laubblätter

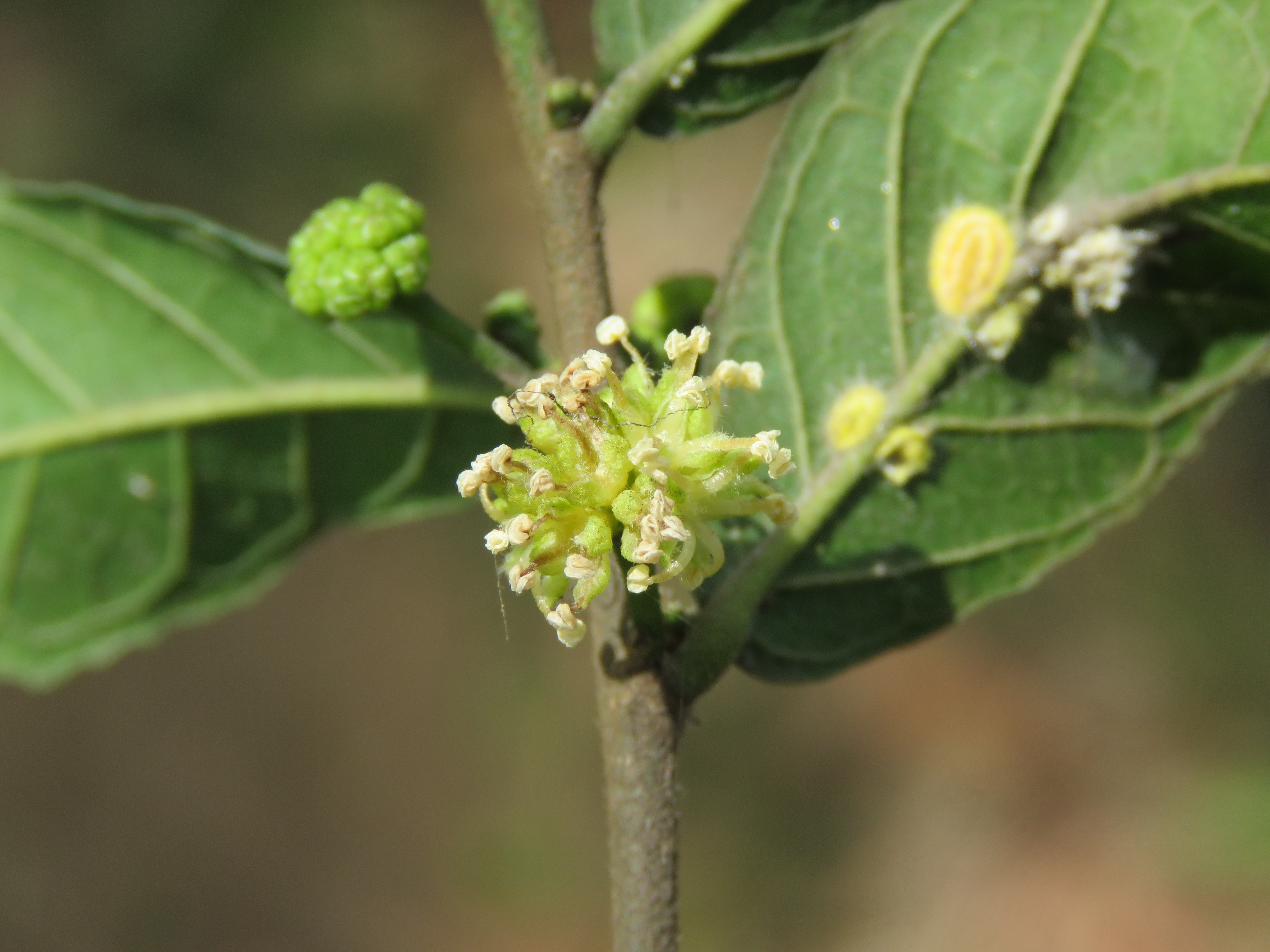
Männlicher Blütenstand

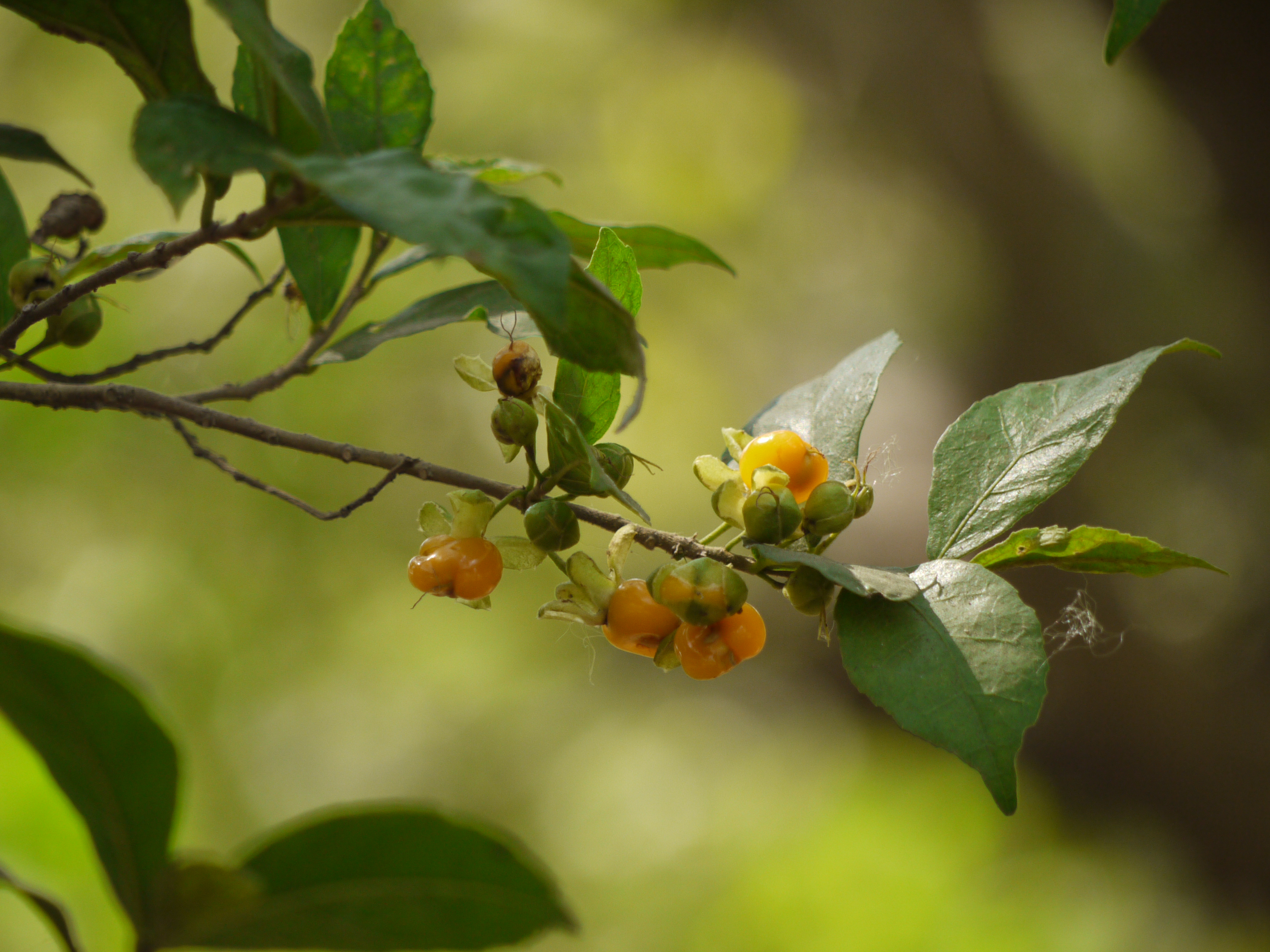
Früchte

Streblus asper, manchmal Khoi-Baum genannt, ist eine Pflanzenart aus der Familie der Maulbeergewächse (Moraceae). Sie ist in eher tropischen bis subtropischen Regionen heimisch, aber nicht im Regenwald. Sie kommt von Pakistan, Indien und dem Himalaya bis nach Südchina und dem nördlicheren Südostasien bis Sumatra, Java, Maluku und auf den Philippinen vor.

## Beschreibung
Streblus asper wächst als mittelgroßer, reich verzweigter Baum oder Strauch und wird bis 15 Meter hoch. Die gräulich-bräunliche Borke ist im Alter rau und schuppig. Die Rinde der jungen Zweige ist kurz steif behaart und besitzt anfangs auffällige Lentizellen. Die Pflanze führt einen Milchsaft.
Die wechselständig und zweizeilig an den Zweigen angeordneten Laubblätter sind sitzend oder kurz gestielt. Die ledrigen, rauen, schuppigen, teils kurzborstigen Blattspreiten sind bei einer Länge von 2,5 bis 6 Zentimeter und einer Breite von 2 bis 3,5 Zentimeter elliptisch bis eiförmig oder verkehrt-eiförmig mit keilförmiger Spreitenbasis und abgerundetem oder spitzem bis zugespitztem oberen Ende. Der Blattrand ist ganz oder unregelmäßig gekerbt, gezähnt. Es sind vier bis sieben Seitennerven auf beiden Seiten des Mittelnerves vorhanden. Die kleinen Nebenblätter fallen meist früh ab.
In China reicht die Blütezeit von Februar bis April. Streblus asper ist einhäusig (monözisch) oder zweihäusig (diözisch) getrenntgeschlechtig. Die gestielten, kleinen und eingeschlechtlichen Blüten sind meist vierzählig mit einfacher Blütenhülle. Die männlichen Blüten sind kugelig und haben eine grünliche Farbe. Sie erscheinen in achsenständigen, kurz gestielten Gruppen, Köpfen. Es sind meist vier vorstehende Staubblätter und ein Pistillode vorhanden. Die weiblichen Blüten hingegen sind grün und erscheinen meist einzeln oder bis zu fünft. Der Fruchtknoten ist oberständig mit kurzem Griffel und zwei Narbenästen. Griffel und Narben verlängern sich zur Fruchtreife.
Es werden kleine, gelbe und rundliche Steinfrüchte gebildet, ihnen haftet oft das beständige Perianth und die Narbenäste an.
In China reifen die Früchte zwischen Mai und Juni.
Die Chromosomenzahl beträgt 2n = 28.

## Nutzung

### Verwendung des Papiers
Streblus asper wurde in der Papierherstellung in Thailand 700 Jahre lang als Rohstoff für das sogenannte Khoi-Papier genutzt. Praktisch alle der alten Thai-Dokumente, die noch vorhanden sind, wurden auf Khoi-Papier geschrieben.
Das Papier ist auch in der lokal hohen Luftfeuchtigkeit haltbar. Es ist nicht leicht brennbar und beständig gegen Vergilben und Insektenbefall. Heute werden allerdings andere Faserquellen verwendet, um Papier herzustellen. Die Fasern von Streblus asper werden heute in erster Linie von Handwerkern verwendet, die mit traditionellen Techniken Papier produzieren.
In Vietnam werden die rauen Blätter als natürliches Sandpapier zur traditionellen Holzbearbeitung verwendet. Sie können auch zum Reinigen von Pfannen verwendet werden.

### Verwendung in der Medizin
Verschiedene Pflanzenteile werden in der Medizin zur Behandlung von verschiedenen Beschwerden wie Filariose, Lepra, Zahnschmerzen, Durchfall und Krebs eingesetzt. Es wurde bis in die Mitte des 20. Jahrhunderts zur Zahnreinigung verwendet, dann setzte sich weltweit die Verwendung der billigen und praktischeren Kunststoffzahnbürste plus Zahnpasta durch. Bis heute bildet die Pflanze den Hauptbestandteil einer beliebten thailändischen Kräuterzahnpasta.
Verschiedene Studien wurden zu ihrer antibakteriellen Wirkung auf verschiedene Mikroorganismen durchgeführt. Es wurde gezeigt, dass ein Auszug aus Streblus asper Blättern eine selektive bakterizide Aktivität gegen Streptokokken besitzt.
Das von den Einheimischen Khoi-Holz genannte Holz wird in ganz Südostasien zusammen mit Cannabis geraucht, um Reizungen des Rachens durch den Cannabis-Rauch zu verringern.
Die Früchte sind süß und essbar.